# Saint-Androny
Saint-Androny è un comune francese di 597 abitanti situato nel dipartimento della Gironda nella regione della Nuova Aquitania.

## Società

### Evoluzione demografica
Abitanti censiti